# Општина Думбрава (Тимиш)
Думбрава (рум. Dumbrava) општина је у Румунији у округу Тимиш.
Oпштина се налази на надморској висини од 152 m.